# Kannur
Kannur (äldre namn Cannanore) är en stad på Malabarkusten i den indiska delstaten Kerala och är centralort i ett distrikt med samma namn. Storstadsområdet (inklusive bland annat Payyannur, Taliparamba och Thalassery) beräknades ha cirka 2 miljoner invånare 2018, varav endast en liten del bor i själva Kannur (57 000 invånare vid folkräkningen 2011). Kannur var förr huvudort i ett furstendöme vars raja även styrde Lackadiverna.